# Sadriddin Aini
Sadriddin Saidmuratovici Aini (n. 1878 - d. 15 iulie 1954) (tadjică: Садриддин Айни, persană: صدردين عيني) a fost un scriitor tadjic de limbă uzbecă și tadjică. A pus bazele literaturii moderne tadjice. Este considerat creator al romanului uzbec, poetul național al Tadjikistanului și unul dintre cei mai importanți scriitori ai istoriei acestui stat.

## Viața
S-a născut într-o familie săracă, în satul Saktara din fostul emirat Buhara. Rămas orfan la 12 ani, merge la studii alături de fratele său, la Buhara.
La începutul anilor 1920, contribuie la propagarea revoluției sovietice în Tadjikistan și Uzbekistan.
Luptă pentru apărarea identității comunității tadjice în cadrul Congresului Sovietic al Scriitorilor la care este admis în 1934.
Timp de două decenii, este membru al Sovietului Suprem al Tadjikistanului. Primește Ordinul Lenin de trei ori. A fost primul președinte al Academiei Tadjice de Științe.
Moare la Dușanbe, unde ulterior i se constriește un mausoleu.

## Opera
- 1922: Călăii Buharei ("Buhoro djallolari")
- 1930: Ahmad vrăjitorul ("Ahmadi Dewband")
- 1935: Vechea școală ("Maktabi kùhna")
- 1939: Moartea cămătarului ("Margi sudhur")
- 1954: Amintiri ("Ioddoșto")
- 1930: Dohunda ("Dohunda")
- 1935: Robii ("Ghulomon")